# 福井県道145号十村停車場線
福井県道145号十村停車場線（ふくいけんどう145ごう とむらていしゃじょうせん）は福井県三方上中郡若狭町内の国道と駅を結ぶ一般県道である。

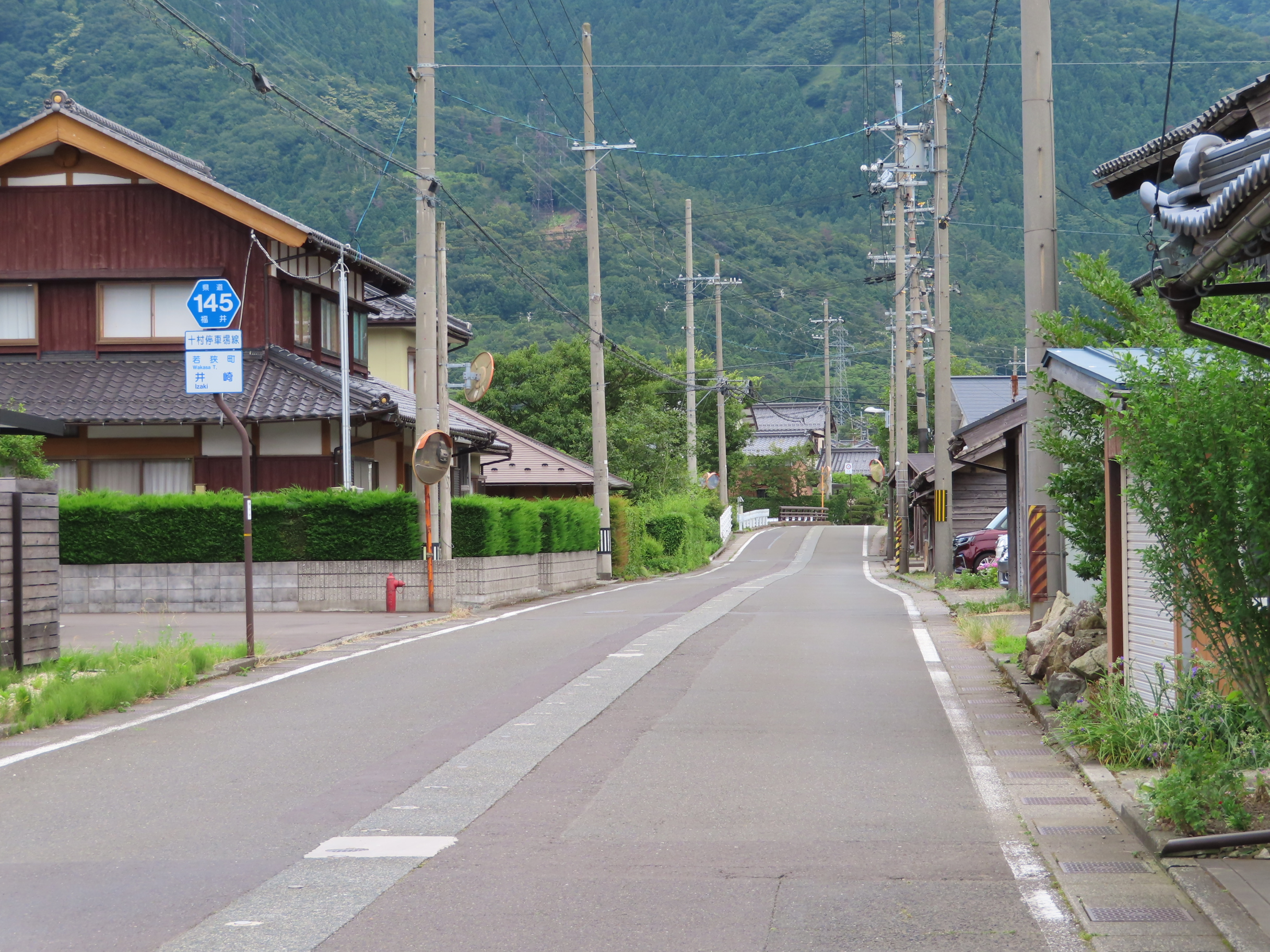
若狭町井崎

## 路線概要

### 路線データ
- 起点：福井県三方上中郡若狭町井崎（十村駅）
- 終点：同町能登野（十村駅口交差点）

## 利用状況
住宅街の入り組んだ道路の一つを県道に指定したような道だが、全線に融雪装置が設置されており県道であることを窺わせている。ヘキサポールは上り線下り線一箇所ずつしか設置されていないが、指定区間が短いので特に問題はない。主に駅の利用者が利用するのみで、終点のほかに大きな交叉点もないため、地域と非常に密着した県道といえるだろう。ただし運転免許試験場嶺南センターの最寄り駅のためバスやタクシーなどの利用が多く、案外混雑することもある道である。

## 接続路線
- 国道27号（十村駅口交差点）

## 沿線周辺

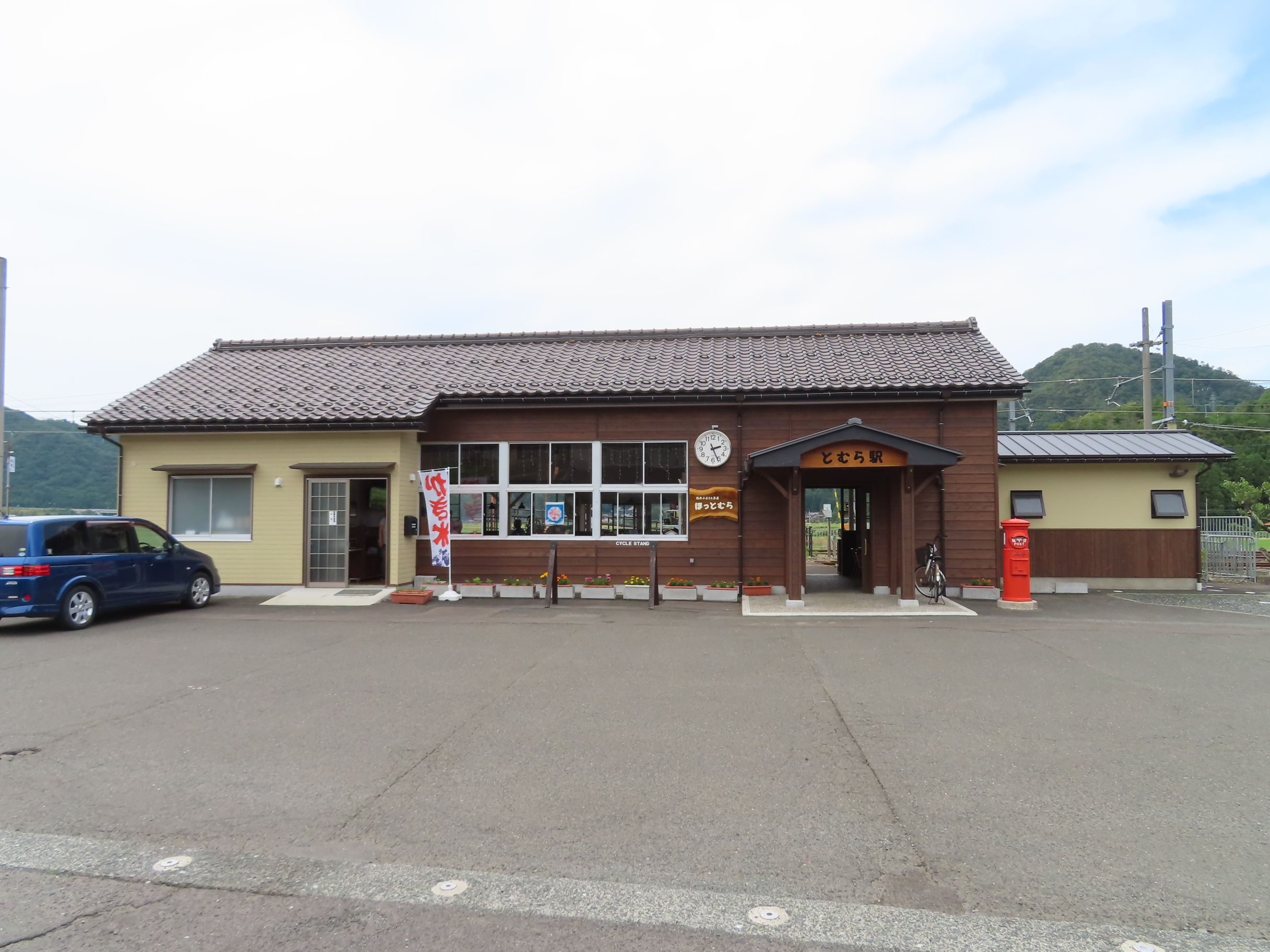
十村駅

- 十村駅
- 運転免許試験場嶺南センター